# ザンビアの世界遺産
ザンビアの世界遺産 （ザンビアのせかいいさん）はユネスコの世界遺産に登録されているザンビア国内の文化・自然遺産。
※この項目はウィキプロジェクト 世界遺産に準じて作成されています

## 文化遺産
なし

## 自然遺産
- モシ・オ・トゥニャ/ヴィクトリアの滝 - (1989年)[1]

## 複合遺産
なし